# Walter Schröder
Pour les articles homonymes, voir Schröder.
Walter Schröder (né le 29 décembre 1932 à Utecht et mort en novembre 2022) est un rameur allemand.
Il remporte le titre aux Jeux olympiques d'été de 1960 en représentant l'Équipe unifiée d'Allemagne dans l'épreuve du huit.

## Palmarès

### Jeux olympiques
- Jeux olympiques de 1960 à Rome (Italie)
  -  Médaille d'or (huit)[1].

### Championnats d'Europe
- Championnats d'Europe d'aviron 1959
  -  Médaille d'or en huit